# 민왕 (탐라)
민왕(본명: 高岷  ? ~ 934년)은 탐라국의 44대 왕이다. 909년에 즉위하여 934년에 사망할 때까지 나라를 다스렸다. 918년에 오월에 사신을 보내 말을 바쳤으며, 925년에는 고려에 사신을 보내 방물을 바쳤다.